# Astragalus polozhiae
Astragalus polozhiae är en ärtväxtart som beskrevs av Timokhina. Astragalus polozhiae ingår i släktet vedlar, och familjen ärtväxter. Inga underarter finns listade i Catalogue of Life.